# 美麗骨尾魚
美麗那骨尾魚（學名：Gila elegans）為輻鰭魚綱鯉形目雅羅魚科骨尾魚屬的其中一種，被IUCN列為極危保育類動物，分布於北美洲美國懷俄明州、科羅拉多州、猶他州、新墨西哥州、亞歷桑那州與加州的科羅拉多河及墨西哥淡水流域，本魚體延長且側扁，尾柄長，背部有時會隆起，背部深色，腹部銀白色，在繁殖季節，雄性和雌性也有不同的顏色。成熟的雄魚在成對的鰭之間有鮮紅橙色的側帶，體長可達62公分，棲息在沙石底質、流動的水潭及洄水區，生活習性不明，因棲地破壞導致族群減少。

## 扩展阅读
維基物種上的相關：美麗那骨尾魚